# You Never Can Tell (film fra 1920)
You Never Can Tell er en amerikansk stumfilm fra 1920 af Chester M. Franklin.

## Medvirkende
- Bebe Daniels - Rowena Patricia Jones
- Jack Mulhall
- Edward Martindel - William Vaughn
- Helen Dunbar - Mrs. Vaughn
- Harold Goodwin - Jimmy Flannery
- Neely Edwards - Sport
- Leo White - Mr. Renan
- Milla Davenport - Mrs. Jones
- Graham Pettie - Wilberforce Jones
- Gertrude Short - Vera